# Менкхаген
Менкхаген (њем. Mönkhagen) општина је у њемачкој савезној држави Шлезвиг-Холштајн. Једно је од 55 општинских средишта округа Штормарн. Према процјени из 2010. у општини је живјело 623 становника. Посједује регионалну шифру (AGS) 1062048.

## Географски и демографски подаци
Менкхаген се налази у савезној држави Шлезвиг-Холштајн у округу Штормарн. Општина се налази на надморској висини од 48 метара. Површина општине износи 7,3 km². У самом мјесту је, према процјени из 2010. године, живјело 623 становника. Просјечна густина становништва износи 85 становника/km².